# (200284) 1999 YE12
(200284) 1999 YE12 es un asteroide perteneciente al cinturón de asteroides descubierto el 27 de diciembre de 1999 por el equipo del Spacewatch desde el Observatorio Nacional de Kitt Peak, Arizona, Estados Unidos.

## Designación y nombre
Designado provisionalmente como 1999 YE12.

## Características orbitales
1999 YE12 está situado a una distancia media del Sol de 2,732 ua, pudiendo alejarse hasta 3,069 ua y acercarse hasta 2,396 ua. Su excentricidad es 0,123 y la inclinación orbital 6,003 grados. Emplea 1650,04 días en completar una órbita alrededor del Sol.

## Características físicas
La magnitud absoluta de 1999 YE12 es 15,9.